# Heart Strategy
Heart Strategy est un film américain réalisé par J. Farrell MacDonald, sorti en 1917.

## Fiche technique
- Titre original : Heart Strategy
- Réalisation : J. Farrell MacDonald
- Photographie : Frank D. Williams
- Production : Mack Sennett
- Société de production : Keystone
- Société de distribution : Keystone
- Pays d’origine :  États-Unis
- Langue originale : anglais
- Format : noir et blanc — 35 mm — 1,37:1 — Film muet
- Genre : Comédie
- Durée : une bobine (300 m)
- Date de sortie :
  - États-Unis : 28 janvier 1917

## Distribution
- A. Edward Sutherland
- Claire Anderson
- Patrick Kelly
- Joe Murphy
- Joseph Hazelton
- Estelle Kirby
- James Rowe
- Lallah Rookh Hart